# Trachypenaeopsis mobilispinis
Trachypenaeopsis mobilispinis är en kräftdjursart som först beskrevs av Rathbun 1915.  Trachypenaeopsis mobilispinis ingår i släktet Trachypenaeopsis och familjen Penaeidae. Inga underarter finns listade i Catalogue of Life.